# (2296) Кугультинов
(2296) Кугультинов (лат. Kugultinov) — астероид главного пояса, который был открыт 18 января 1975 года советским женщиной-астрономом Людмилой Черных в Крымской астрофизической обсерватории и назван в честь калмыцкого поэта Героя Социалистического Труда Давида Кугультинова. 

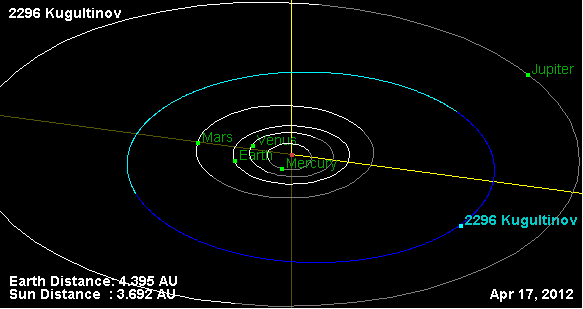
Орбита астероида Кугультинов и его положение в Солнечной системе

24 декабря 1975 года произошло довольно тесное сближение Фемиды с астероидом (2296) Кугультинов, во время которого минимальное расстояние между телами составляло 0,016 а. е. (2 400 000 км). Этого расстояния оказалось достаточно, чтобы гравитационное взаимодействие стало существенным, и в результате на основании анализа гравитационных возмущений была определена масса астероида (24) Фемида.